# Porphyrinia intermedia
Porphyrinia intermedia là một loài bướm đêm trong họ Noctuidae.